# Минаков, Борис Иванович
Бори́с Ива́нович Минако́в (15 июля 1928 — 11 октября 2021) — советский дипломат. Чрезвычайный и полномочный посол.

## Биография
Окончил Московский государственный институт международных отношений МИД СССР (МГИМО) (1950). На дипломатической работе с 1950 года, до 1976 г. на различных должностях в Центральном аппарате МИД. 
В 1976—1981 годах — советник-посланник Посольства СССР в Социалистической Республике Румынии.
В 1981 году — заместитель заведующего Пятым европейским отделом МИД СССР.
В 1981—1986 годах — заместитель заведующего Управления социалистических стран Европы МИД СССР.
С 21 августа 1986 по 7 декабря 1990 года — чрезвычайный и полномочный посол СССР в Республике Кот-д’Ивуар.

## Награды
- Орден «Знак Почёта» (14 июля 1988) — За заслуги на дипломатической работе[2].
- Медаль «За трудовое отличие» (1966).
- Медаль «За трудовую доблесть» (1971).
- Медаль «За укрепление боевого содружества» (1980).
- Медаль «Ветеран труда» (1985).
- Почётная грамота Президиума Верховного Совета РСФСР (1978).